# Ngủ quá nhiều
Ngủ quá nhiều, thường gọi là ngủ nướng, tên khoa học là ngủ quá nhiều, là chứng rối loạn thần kinh do dành quá nhiều thời gian ngủ hoặc buồn ngủ quá mức. Tình trạng này có thể có nhiều nguyên nhân (chẳng hạn như trầm cảm theo mùa) và có thể gây ra sự lo âu, đau đớn và các vấn đề khác về chức năng. Trong ấn bản thứ năm của Cẩm nang Chẩn đoán và Thống kê Rối loạn tâm thần (DSM-5), chứng tăng ngủ, trong đó có một số dạng phụ, xuất hiện dưới dạng rối loạn giấc ngủ.
Ngủ quá nhiều là một trạng thái bệnh lý được biểu hiện ở sự thiếu tỉnh táo trong các giai đoạn thức giấc trong ngày. Ngủ quá nhiều không được nhầm lẫn với mệt mỏi, một trạng thái sinh lý bình thường.
Vì mức độ tỉnh táo của bệnh nhân bị suy giảm, chất lượng cuộc sống của họ cũng có thể bị ảnh hưởng. Điều này đặc biệt đúng đối với những người có công việc đòi hỏi mức độ tập trung cao, chẳng hạn như trong lĩnh vực chăm sóc sức khỏe. Thật vậy, sự thiếu tập trung có thể gây ra thương tích cho bản thân hoặc người khác, điều này làm cho chứng rối loạn này trở thành một vấn đề sức khỏe cộng đồng thực sự.

## Triệu chứng
Triệu chứng chính của chứng quá ngủ là buồn ngủ quá mức vào ban ngày (EDS), hoặc giấc ngủ ban đêm kéo dài, việc này xảy ra ít nhất 3 tháng trước khi được chẩn đoán.
Ngủ say cũng là một triệu chứng thường thấy ở bệnh nhân ngủ quá nhiều. Các bệnh nhân ngủ quá nhiều rất khó khăn để thức dậy. Những bệnh nhân cho biết họ thường thức dậy với tình trạng lú lẫn, mất phương hướng, chậm chạp và ngủ trở lại nhiều lần.
Ngủ say cũng xuất hiện ở những người không bị ngủ quá nhiều, chẳng hạn như sau một đêm ngủ không đủ giấc. Mệt mỏi, uống nhiều rượu hoặc thuốc ngủ cũng có thể gây ra tình trạng ngủ say. Ngủ say cũng liên quan đến sự cáu kỉnh: những người tức giận ngay trước khi ngủ có xu hướng bị ngủ say.
Theo Học viện Y học về giấc ngủ Hoa Kỳ, bệnh nhân ngủ quá nhiều thường có những giấc ngủ ngắn trong ngày mà hầu hết là không tỉnh lại. Các nhà nghiên cứu phát hiện ra rằng những giấc ngủ ngắn ở bệnh nhân thường xuyên hơn và lâu hơn so với sự điều khiển. Hơn nữa, 75% bệnh nhân báo cáo rằng những giấc ngủ ngắn không được sảng khoái bằng khi được điều khiển.

## Chẩn đoán
"Mức độ nghiêm trọng của chứng buồn ngủ ban ngày cần được định lượng bằng các thang đo chủ quan (ít nhất là Thang điểm buồn ngủ Epworth) và các bài kiểm tra khách quan như kiểm tra độ trễ giấc ngủ." Thang điểm buồn ngủ Stanford là một thang đo chủ quan khác được sử dụng để đo cơn buồn ngủ. Sau khi được xác định là buồn ngủ ban ngày quá nhiều, cần tiến hành khám sức khỏe tổng thể và đánh giá đầy đủ các rối loạn tiềm ẩn trong chẩn đoán phân biệt (có thể tốn kém và mất thời gian).
Ngủ quá nhiều có thể là nguyên phát (có nguồn gốc từ trung ương/não), hoặc có thể là thứ phát sau bất kỳ tình trạng bệnh lý nào. Có thể có nhiều hơn một loại chứng ngủ quá nhiều cùng tồn tại ở một bệnh nhân. Ngay cả khi đã biết một nguyên nhân gây ra bệnh ngủ quá nhiều, thì nguyên nhân này cũng cần phải được đánh giá. Khi các phương pháp điều trị cụ thể của tình trạng đã biết không hoàn toàn ngăn chặn được tình trạng buồn ngủ quá mức vào ban ngày, thì nên tìm kiếm các nguyên nhân khác gây ra chứng mất ngủ quá mức. Ví dụ, nếu một bệnh nhân bị ngưng thở khi ngủ được điều trị bằng thở áp lực dương liên tục (CPAP), giúp giải quyết cơn ngưng thở của họ nhưng không giải quyết được tình trạng buồn ngủ ban ngày quá mức của họ, thì cần phải tìm các nguyên nhân khác gây ra tình trạng buồn ngủ quá mức vào ban ngày. Ngưng thở khi ngủ do tắc nghẽn "thường xuyên xảy ra trong chứng ngủ rũ và có thể trì hoãn việc chẩn đoán chứng ngủ rũ vài năm và cản trở việc quản lý thích hợp."

## Điều trị
Mặc dù chưa có phương pháp chữa trị bệnh ngủ quá nhiều mãn tính, nhưng có một số phương pháp điều trị có thể cải thiện chất lượng cuộc sống của bệnh nhân — tùy thuộc vào nguyên nhân cụ thể hoặc các nguyên nhân gây mất ngủ được chẩn đoán.
Vì nguyên nhân của bệnh ngủ quá nhiều không rõ ràng, nên chỉ có thể điều trị các triệu chứng chứ không thể điều trị trực tiếp nguyên nhân gây ra chứng rối loạn này.
Có một số tác nhân dược lý đã được kê đơn cho những bệnh nhân mắc bệnh ngủ quá nhiều, nhưng chỉ một số ít trong đó là có hiệu quả. Modafinil đã được phát hiện là loại thuốc hiệu quả nhất chống lại cơn buồn ngủ quá mức, và thậm chí còn được chứng minh là hữu ích ở trẻ em bị bệnh ngủ quá nhiều. Liều đầubtieen là 100 mg mỗi ngày, sau đó tăng dần lên 400 mg mỗi ngày.
Nói chung, những bệnh nhân bị bệnh ngủ quá nhiều khi buồn ngủ quá mức chỉ nên đi ngủ hoặc hoạt động tình dục. Tất cả các hoạt động khác, chẳng hạn như ăn uống hoặc xem tivi nên được thực hiện khi khác. Đối với những bệnh nhân này, điều quan trọng là chỉ đi ngủ khi họ cảm thấy mệt mỏi, thay vì cố gắng chìm vào giấc ngủ trong nhiều giờ. Trong trường hợp đó, họ nên ra khỏi giường và đọc sách hoặc xem tivi cho đến khi buồn ngủ.

## Dịch tễ học
Ngủ quá nhiều ảnh hưởng đến khoảng 5% đến 10% dân số nói chung, "với tỷ lệ nam giới cao hơn do hội chứng ngừng thở lúc ngủ".